# Hötorgsskraporna

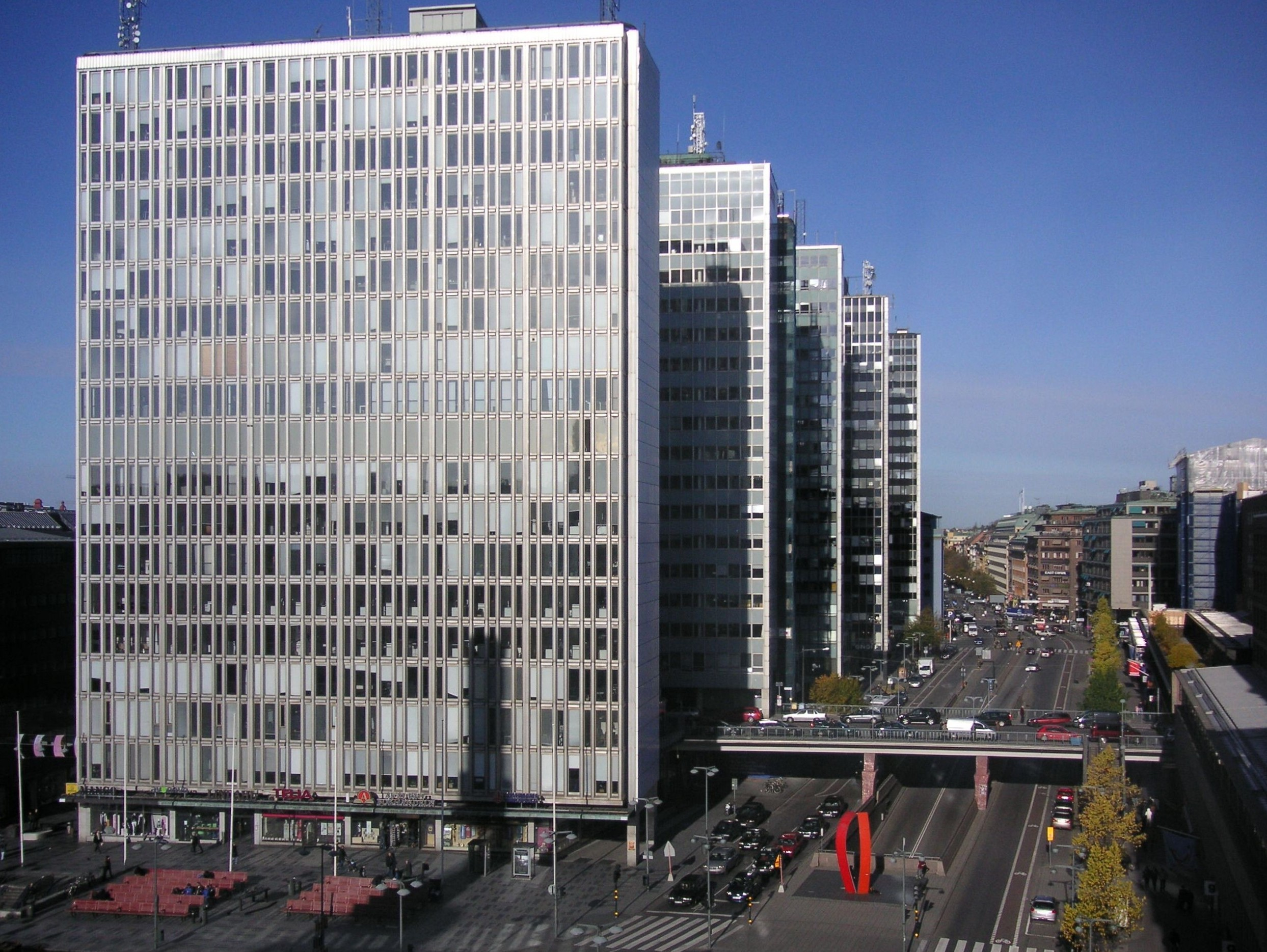
Los rascacielos de Hötorget y Sveavägen en 2007.

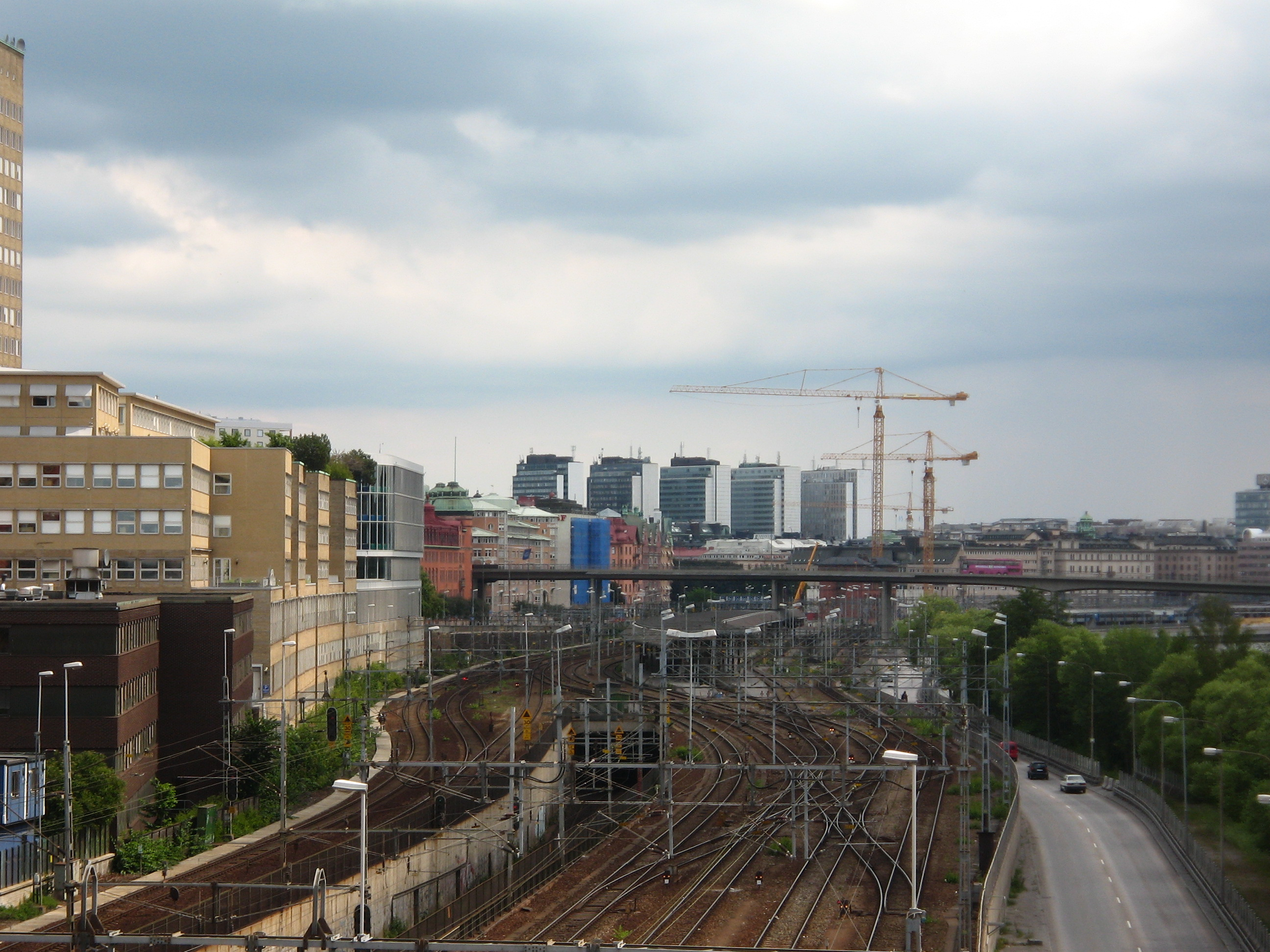
Los cinco edificios vistos desde Sankt Eriksbron.

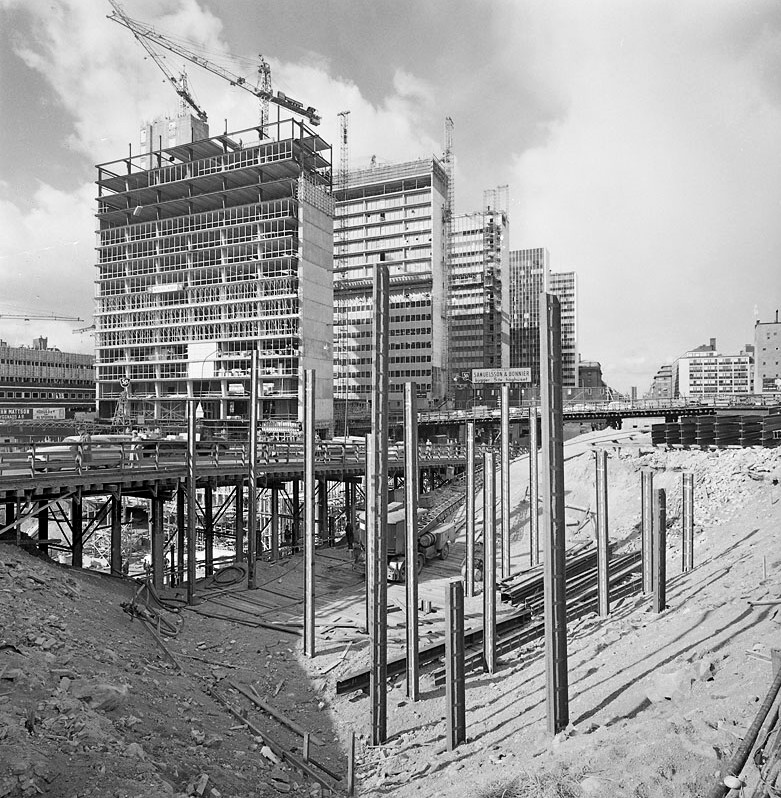
Los edificios poco después de su finalización en 1963.

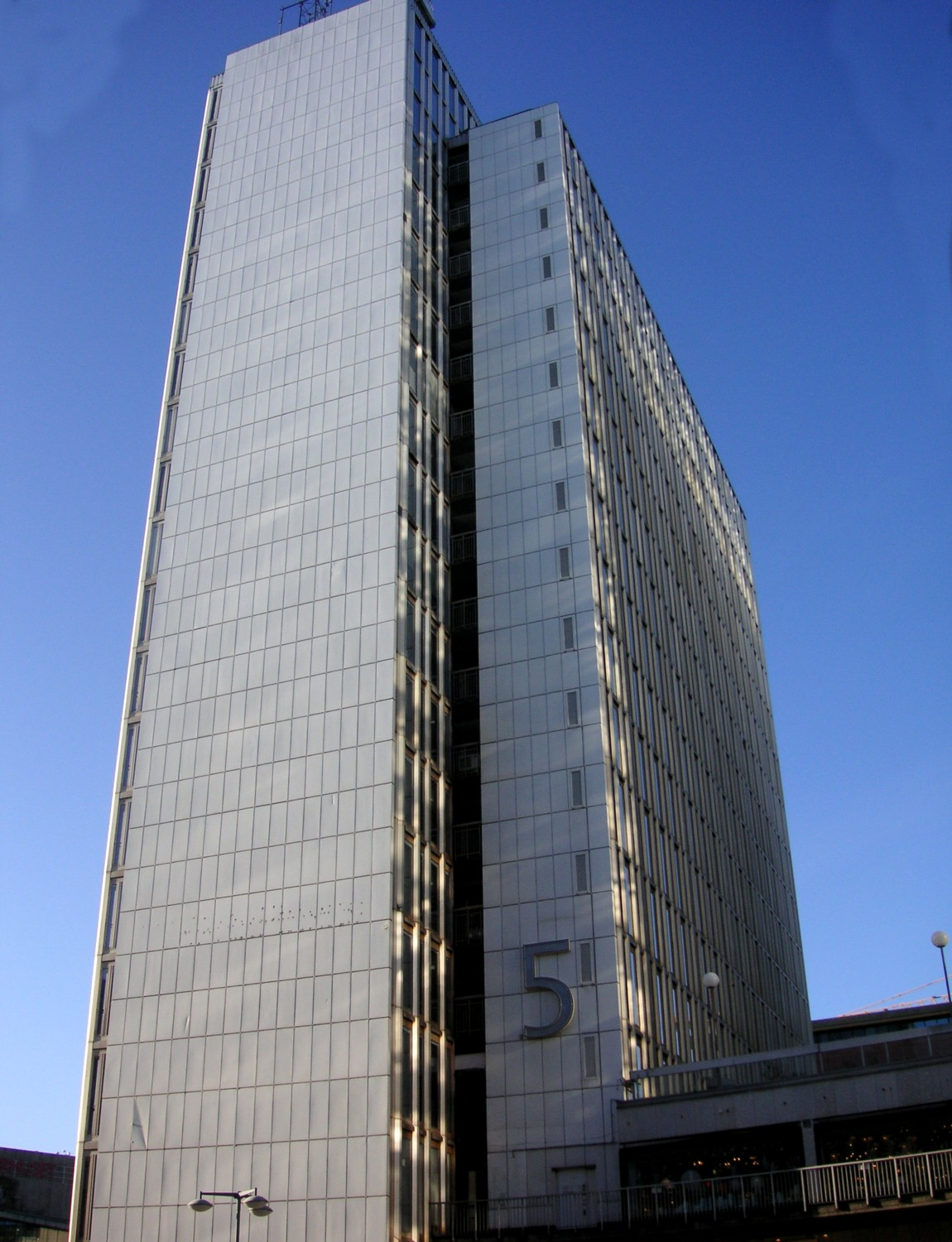
Lado este del quinto edificio.

Los Hötorgsskraporna (en sueco, Edificios de Hötorget, también llamados Hötorgshusen) son cinco edificios de oficinas situados en Estocolmo, Suecia. Situados entre las plazas Hötorget y Sergels Torg en el distrito de Norrmalm, tienen 72 metros de altura y son unos edificios muy visibles en el panorama de Estocolmo.
Construidos entre 1952 y 1966, fueron apodados las "cinco trompetas" (trumpetstötar) arquitectónicas del centro de la ciudad, renovado por el comisario municipal Yngve Larsson. Los edificios fueron diseñados por diferentes arquitectos (desde Hötorget hacia el sur: David Helldén, Sven Markelius, Anders Tengbom, Erik Lallerstedt, y Backström and Reinius) y por tanto hay una pequeña variación en las fachadas de muro cortina. Los muros cortina son poco comunes en Suecia y se inspiraron en la Lever House en Nueva York de Skidmore, Owings and Merrill, construida en 1951-52.
Originalmente, la intención era que una serie de puentes peatonales conectaran las tiendas y centros comerciales en varias plantas debajo y alrededor de los edificios, pero el vandalismo y otros problemas sociales obligaron a la clausura de todas las plantas subterráneas en la década de 1970. En la década de 1990, se remodeló gran parte de la planta baja del complejo para que las ocuparan nuevas tiendas e inquilinos.
Los edificios aparecieron por primera vez en una propuesta de David Helldén en 1946, y en 1951 él, junto con Sven Markelius, recibió el encargo de desarrollar un proyecto detallado para los edificios y sus alrededores. Su primera propuesta fue modificada de manera que los cinco edificios eran prácticamente iguales, compuestos por dos volúmenes estrechos, uno más ancho hacia el sur y otro más pequeño hacia el norte. Más importante, en esta segunda propuesta se añadió el sistema de puentes peatonales. En 1953, un nuevo plan urbanístico hizo que los edificios fueran más altos, 19 plantas, mientras que los edificios cercanos se restringieron a dos plantas, una decisión que dio a todo el barrio su aspecto actual.
Según el profesor Thomas Hall, estos edificios y sus alrededores se tienen que considerar…

producto de una utopía: el sueño de una arquitectura limpia y cristalina de cristal y acero, en una nueva estructura urbana racional donde los edificios altos luminosos están rodeados por espacios verdes, una visión urbana implementada más consecuentemente y en mayor escala en la capital de Brasil, Brasília.

Hall observa que hay pocos centros urbanos en Europa más afectados por estas ideas modernas que Estocolmo. Las excepciones más notables son Róterdam y Coventry, ambas devastadas en la Segunda Guerra Mundial. Concluye que este concepto está implementado con más elegancia y vigor en Estocolmo, pero que parece que todos estos proyectos urbanos se han inspirado los unos en los otros.